# Brody (gromada w powiecie nowotomyskim)
Brody – dawna gromada, czyli najmniejsza jednostka podziału terytorialnego Polskiej Rzeczypospolitej Ludowej w latach 1954–1972.
Gromady, z gromadzkimi radami narodowymi (GRN) jako organami władzy najniższego stopnia na wsi, funkcjonowały od reformy reorganizującej administrację wiejską przeprowadzonej jesienią 1954 do momentu ich zniesienia z dniem 1 stycznia 1973, tym samym wypierając organizację gminną w latach 1954–1972.
Gromadę Brody z siedzibą GRN w Brodach utworzono – jako jedną z 8759 gromad na obszarze Polski – w powiecie nowotomyskim w woj. poznańskim, na mocy uchwały nr 30/54 WRN w Poznaniu z dnia 5 października 1954. W skład jednostki weszły obszary dotychczasowych gromad Brody, Bródki, Pakosław i Zgierzynka ze zniesionej gminy Lwówek w tymże powiecie. Dla gromady ustalono 27 członków gromadzkiej rady narodowej.
1 stycznia 1958 z gromady Brody wyłączono miejscowości Polesie i Zgierzynka, włączając je do gromady Lwówek w tymże powiecie.
31 grudnia 1971 gromadę zniesiono, a jej obszar włączono do gromady Lwówek w tymże powiecie.